# Автомобіль швидкої допомоги
Автомобіль швидкої допомоги або карета швидкої допомоги — автомобіль для перевезення з місця події у лікарню людей, що потребують швидкої медичної допомоги. Як правило, такі автомобілі обладнуються на базі мікроавтобусів або вантажних автомобілів. Виїжджаючи за викликом, автомобіль швидкої допомоги має ряд переваг перед іншими учасниками дорожнього руху, закріплених правилами дорожнього руху.

## Історія
Перший медичний транспорт використали в Іспанії ще у 1487 р.
Перші моторизовані карети швидкої допомоги з'явилися в Америці та мали електричну тягу. З 1 березня 1900 року у шпиталі Нью-Йорка почали використовуватись електромобілі швидкої допомоги. Електромобіль «Columbia» розвивав швидкість до 11 миль/год та мав запас ходу близько 25 км. У 1906 році таких машин у Нью-Йорку налічувалось шість штук[джерело?].
В колишній УРСР найбільш чисельними в автопарку швидкої допомоги були медичні модифікації УАЗ 452 («буханка») та РАФ-2203.

## Типи автомобілів
Згідно з ДСТУ 7032:2009, в Україні, автомобілі швидкої допомоги поділяються на такі типи:
Тип А — автомобіль швидкої медичної допомоги, розроблений та обладнаний для транспортування пацієнтів, у стані яких не передбачають змін, що можуть призвести до переходу в стан екстрених пацієнтів. Тип А1 відрізняється від типу А2 тим, що останній призначений для транспортування одного чи більше пацієнтів (на ношах та/або кріслі (кріслах)).
Тип В — автомобіль екстреної швидкої медичної допомоги, який розроблено та обладнано для транспортування пацієнтів, здійснення основного медичного догляду та нагляду за ними.
Тип С — реанімобіль, який розроблено та обладнано для транспортування пацієнтів, здійснення ускладненого догляду та нагляду за ними.

## Типи платформ
- Пікап
- SUV
- Мотоцикл
- Велосипед
- Вертоліт (санітарна авіація)
- Літальний апарат з нерухомим крилом
- Човен
- Шпитальне судно
- Вантажівка
- Автобус
- Трейлер
- Кінний екіпаж
- Санітарний поїзд
- Пожежний автомобіль

### Галерея

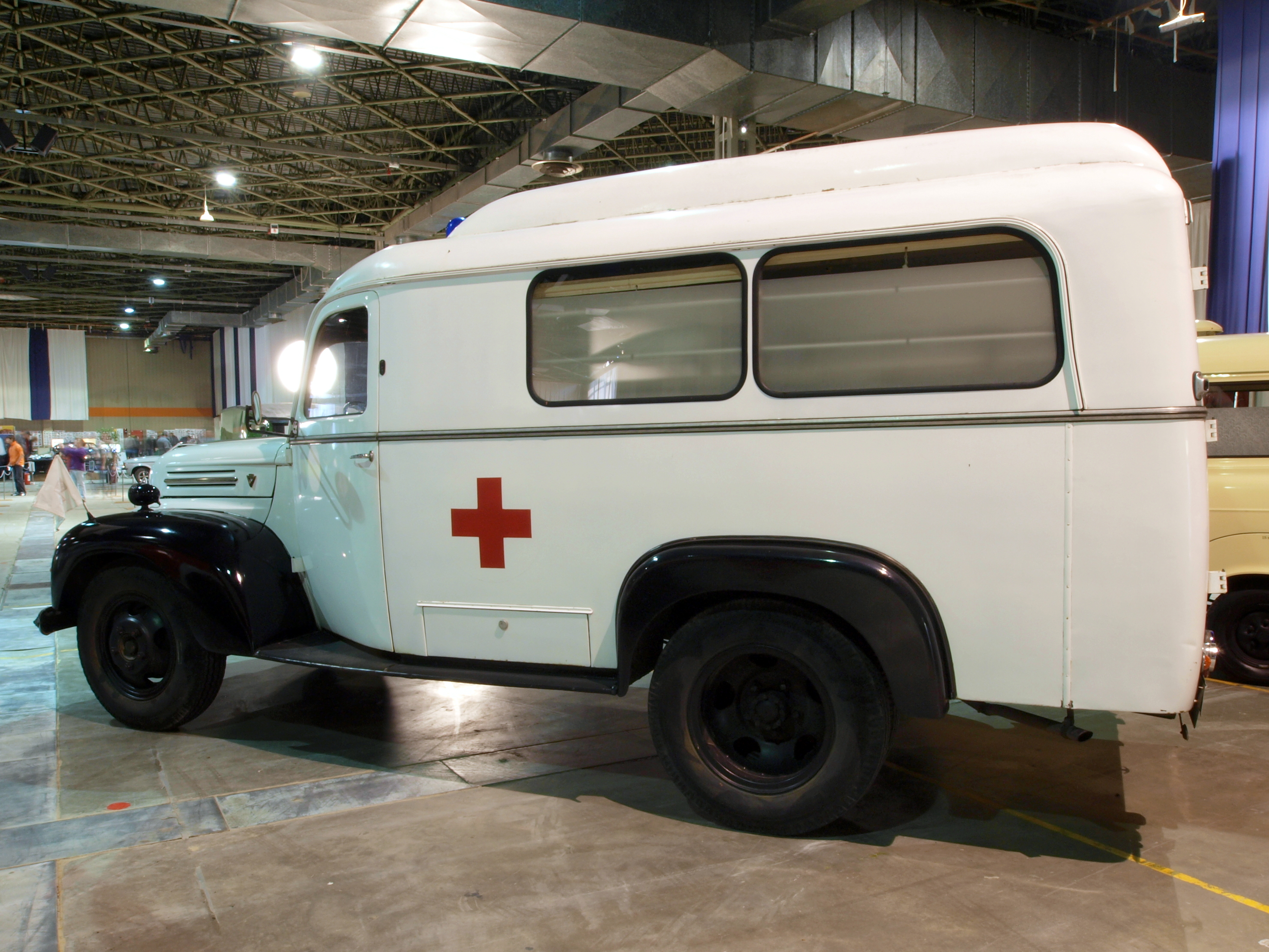
Ford Koln 1954 Ambulance
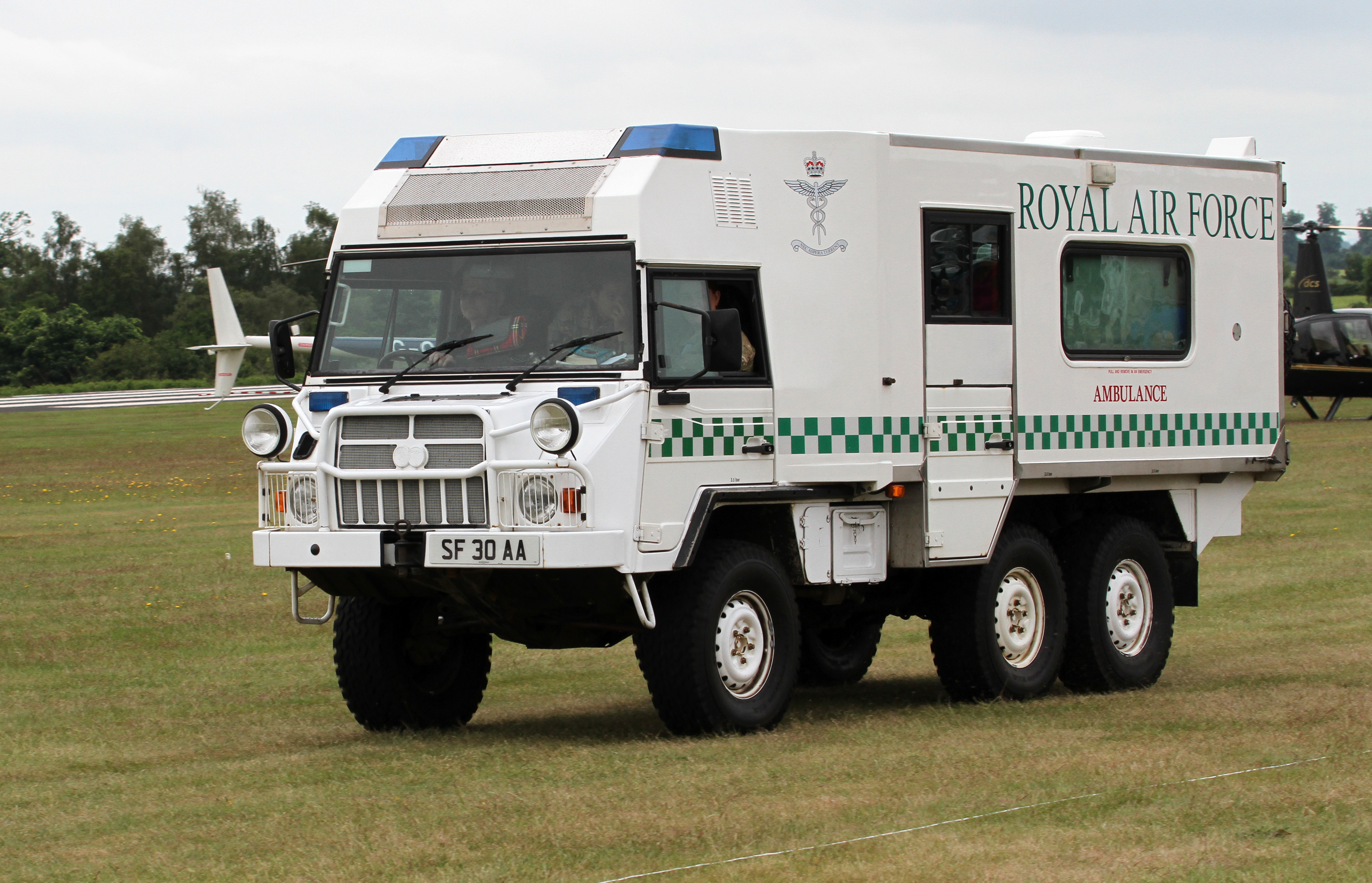
Airfield Ambulance
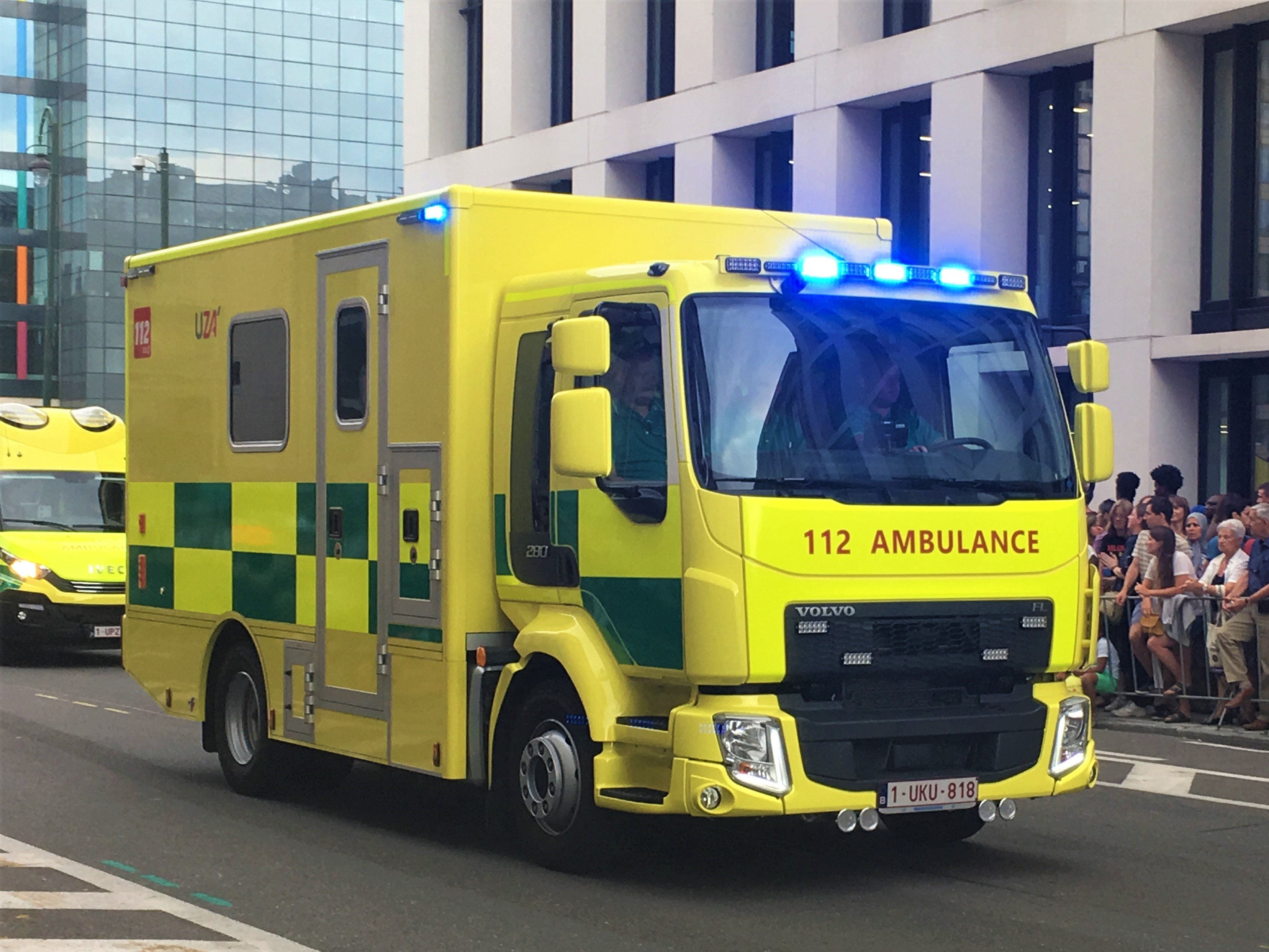
Truck-based ambulance in Antwerp, Бельгія 2018
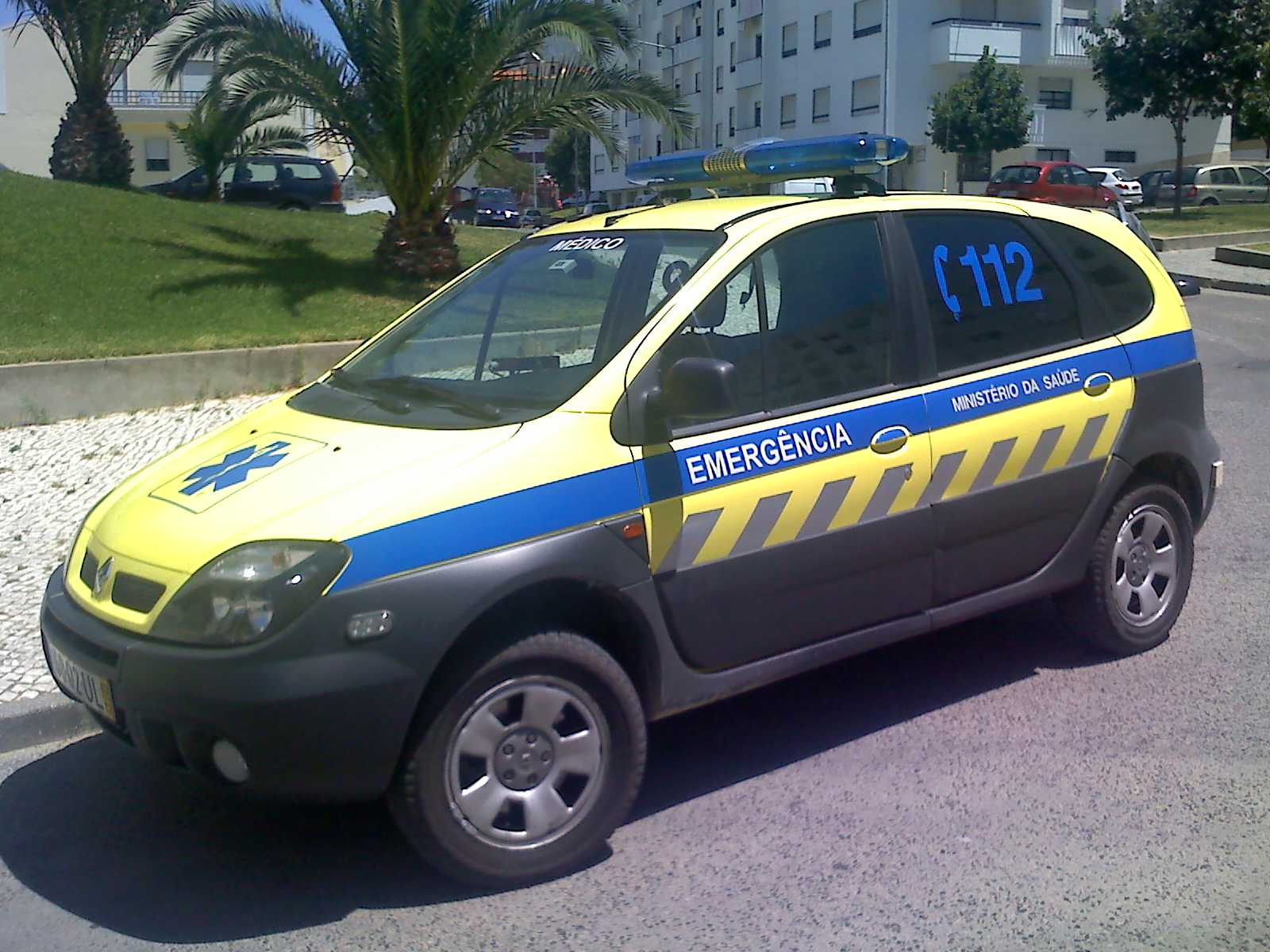
Renault Scenic, Португалія
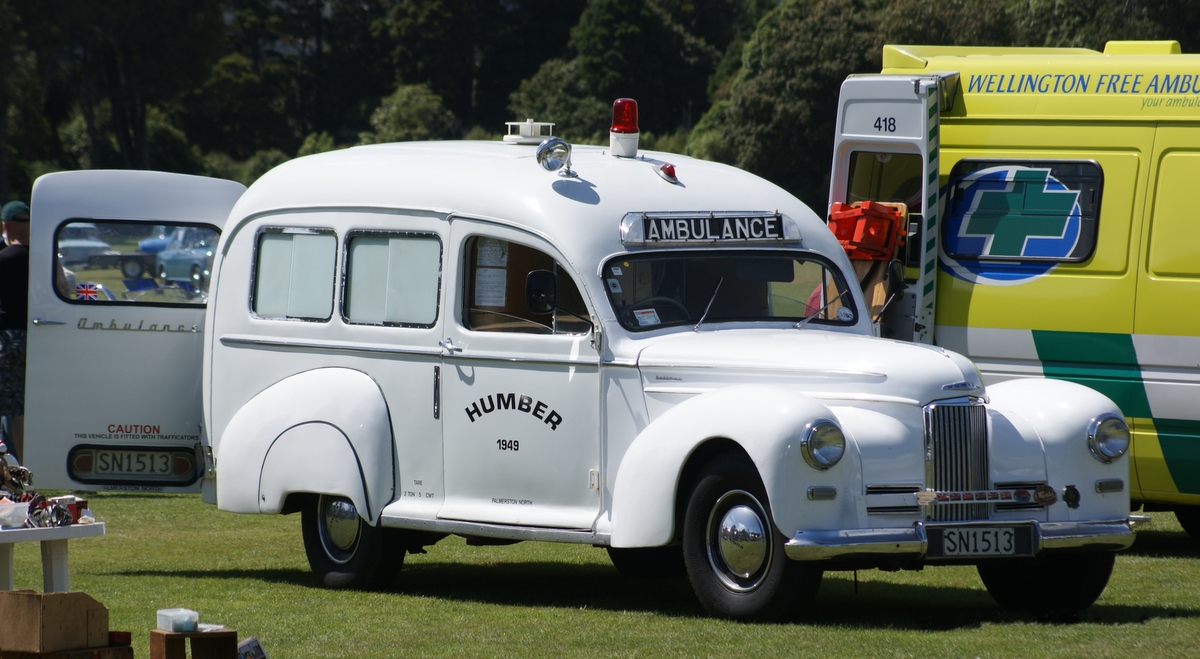
1949 Humer Pullman Ambulance — Flickr — 111 Emergency
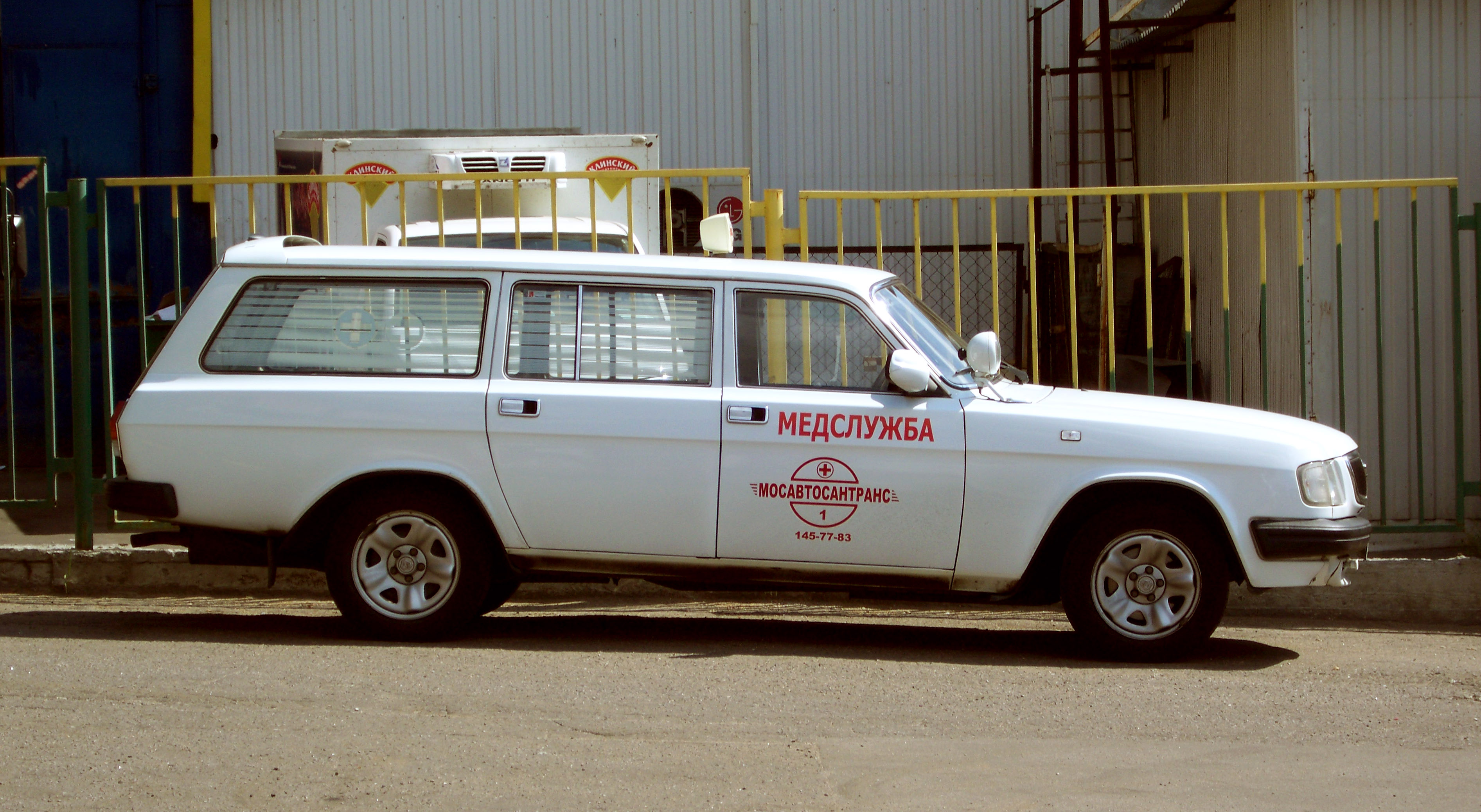
GAZ 31223 (medical service station wagon)
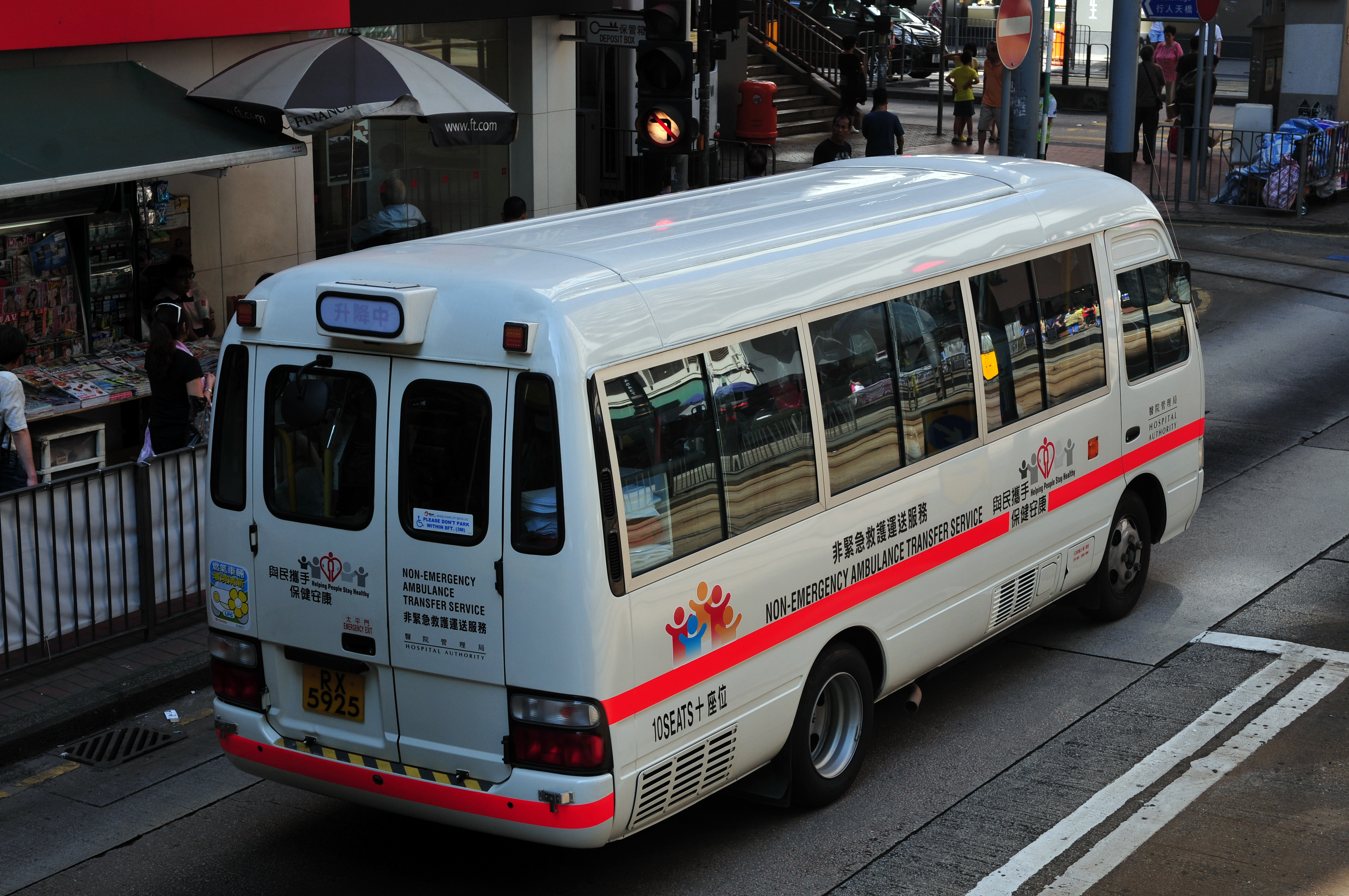
Медичний евакуаційний бус, Гонконг
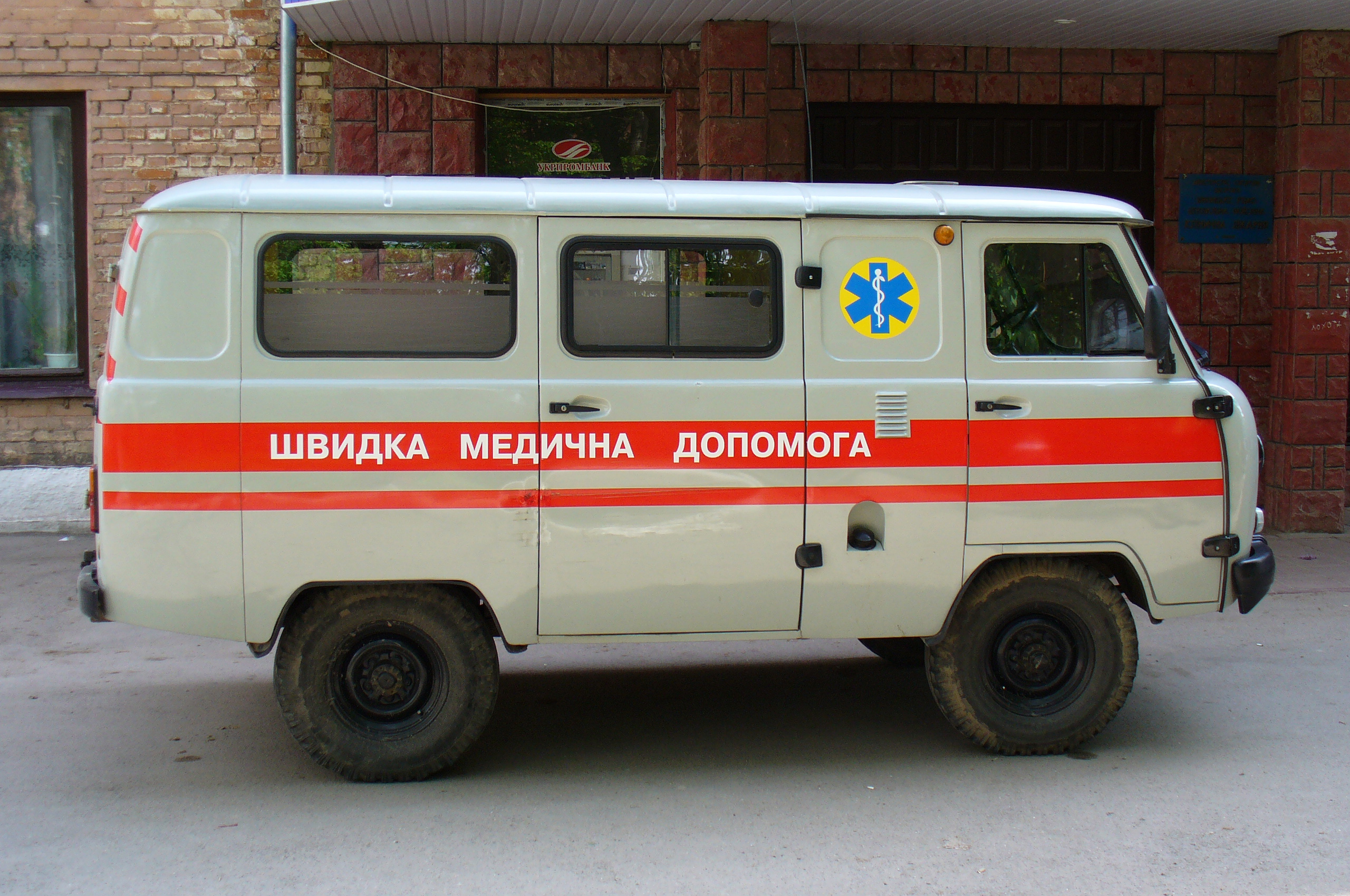
Машина ШМД На базі УАЗ-452
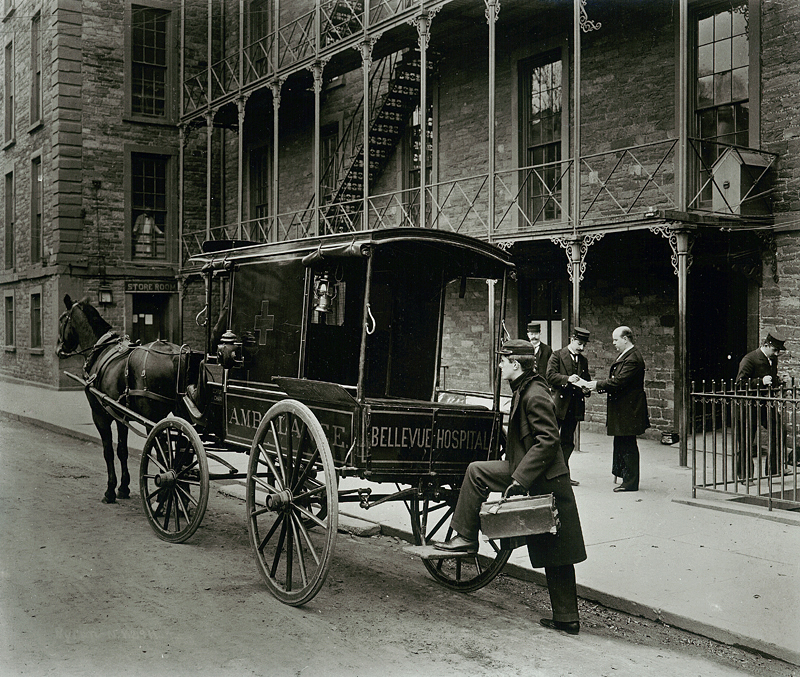
Bellevue Hospital Ambulance, New York Times, 1895
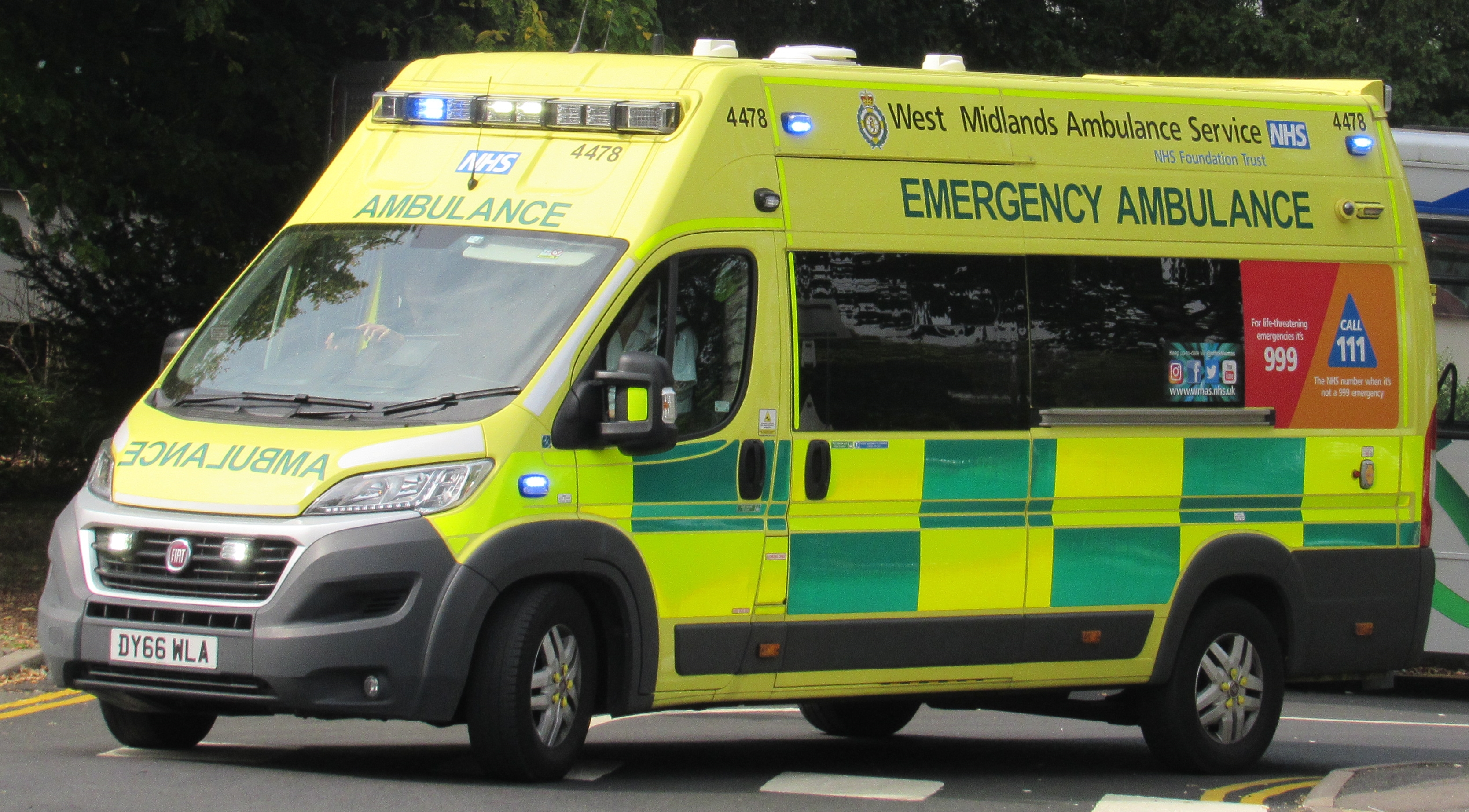
Автомобіль швидкої допомоги Fiat Ducato, 2017
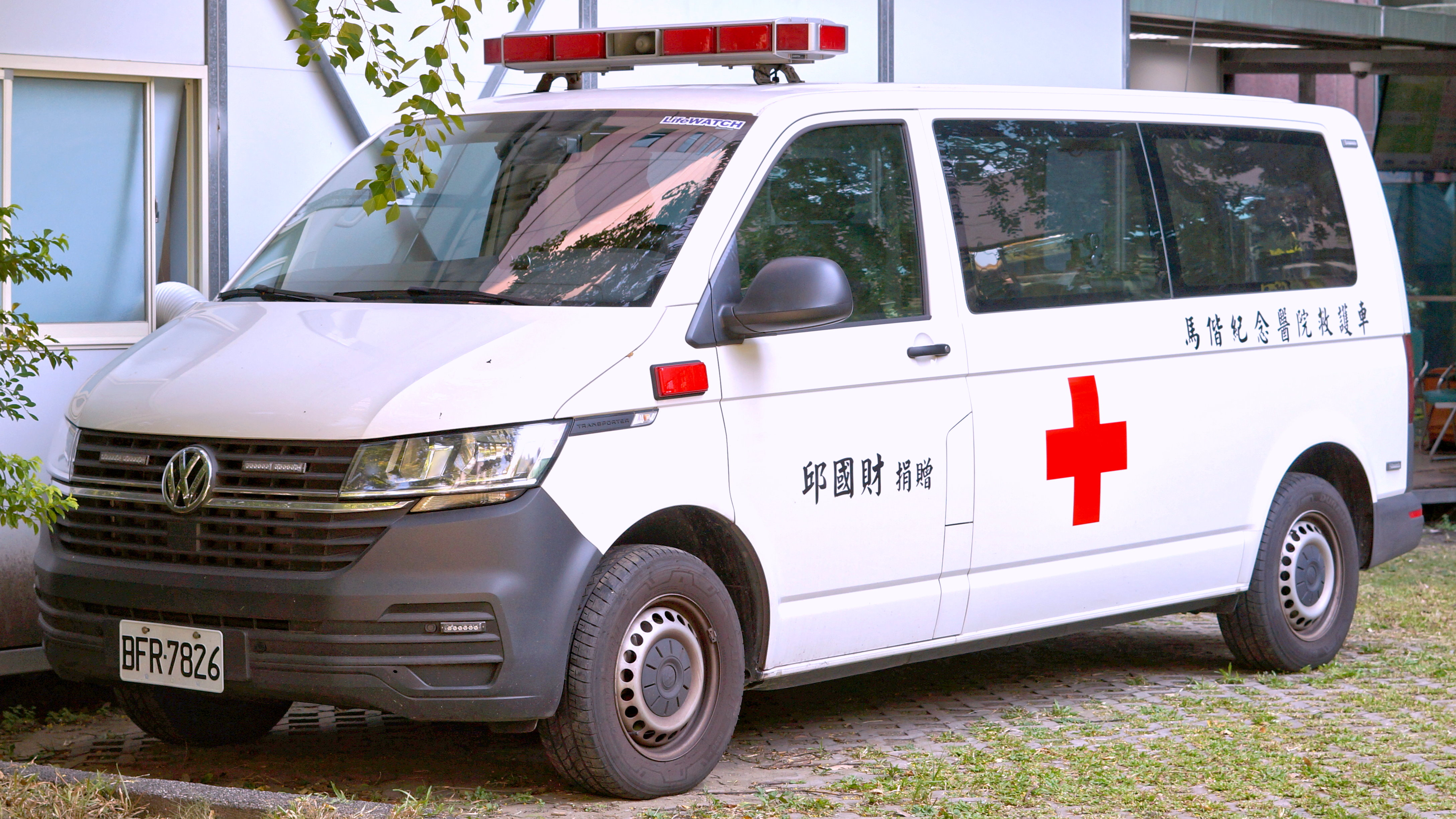
Автомобіль швидкої допомоги Фольксваген, 2022, Тайвань
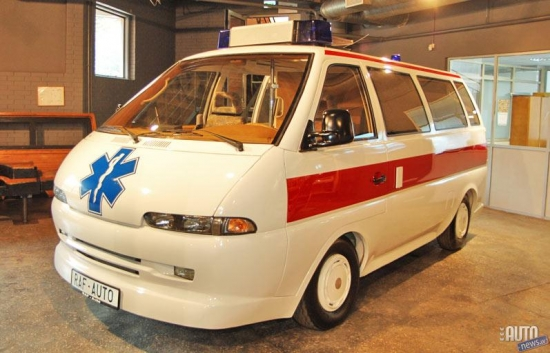
Автомобіль швидкої допомоги RAF M2 Stils

Інший медичний транспорт
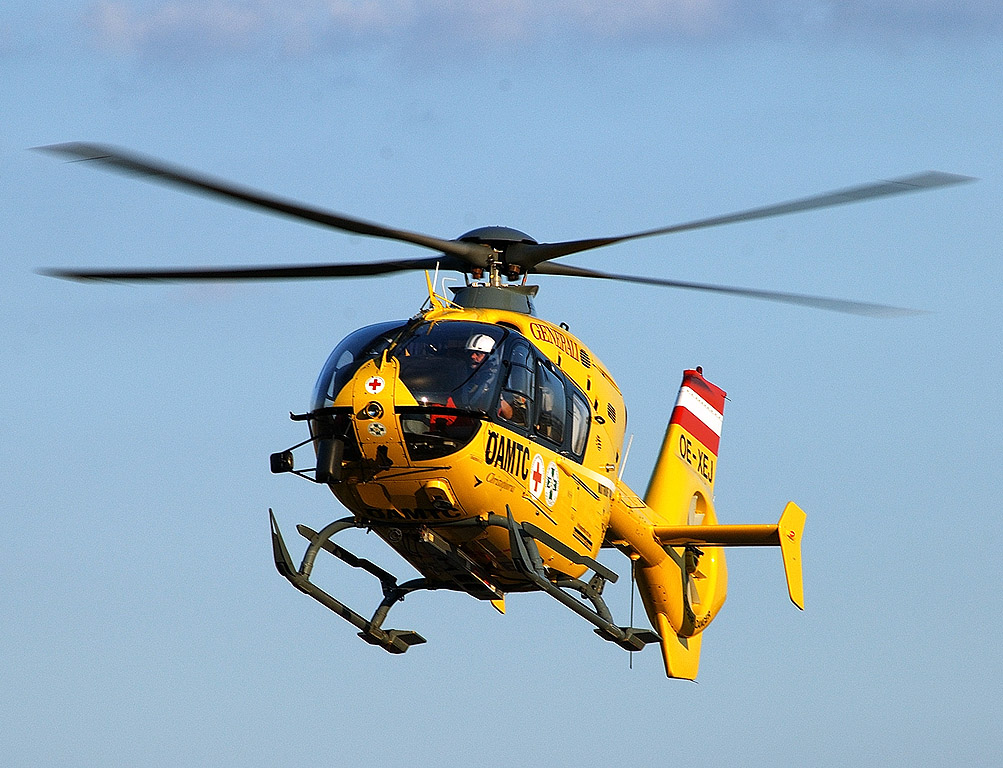
Санітарна авіація, Австрія
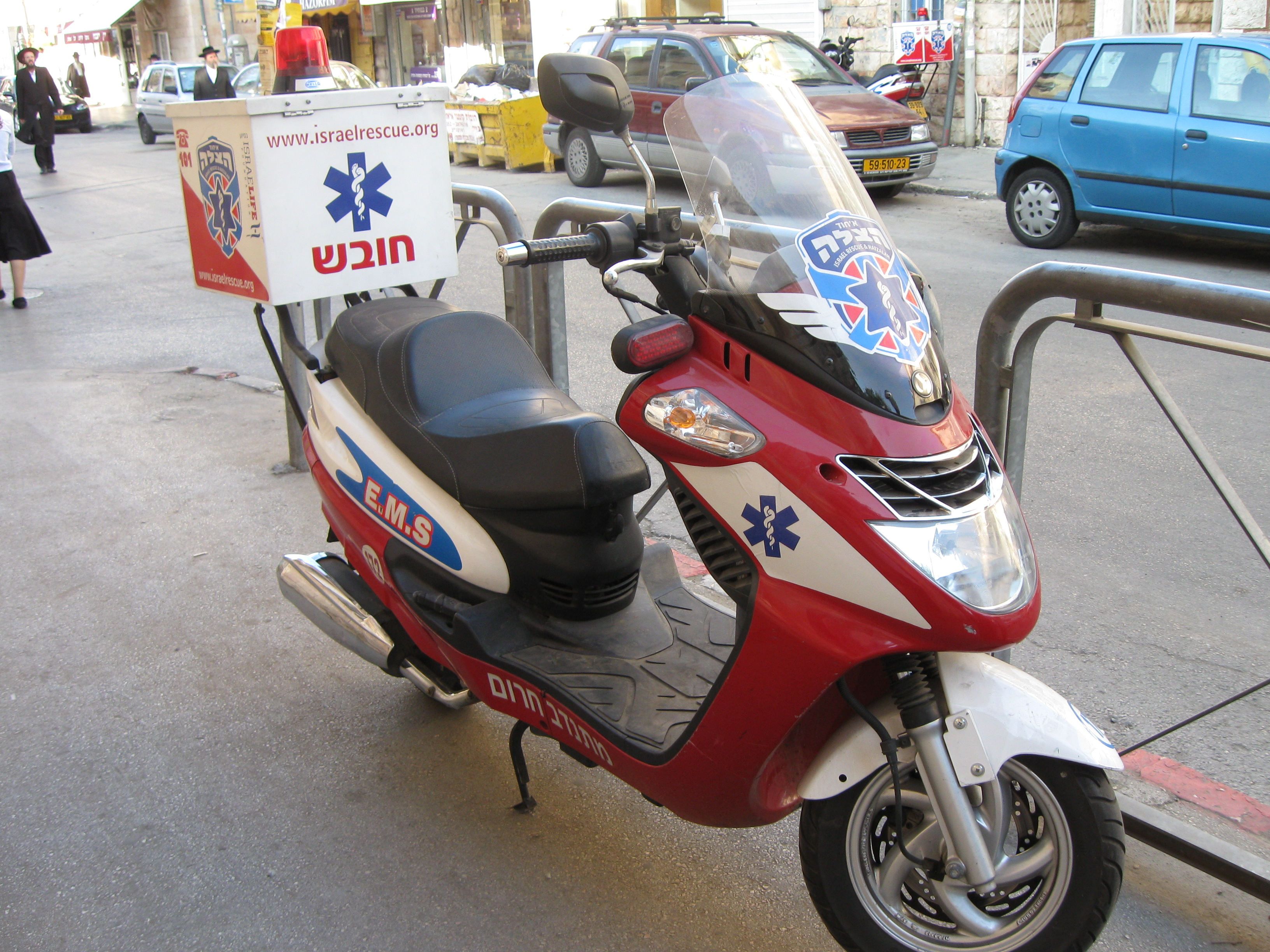
Медичний скутер, Ізраїль
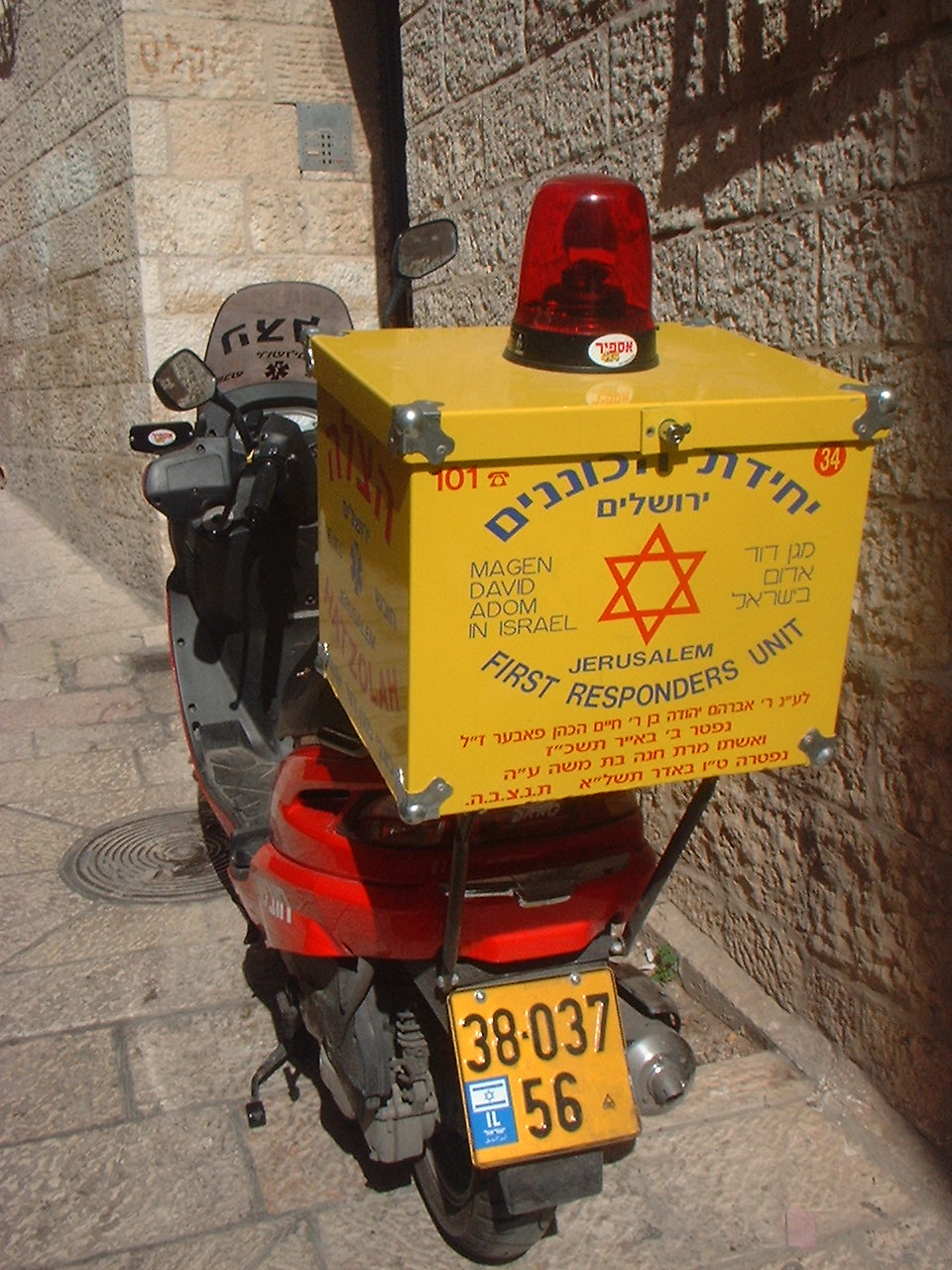
Mda motorcycle
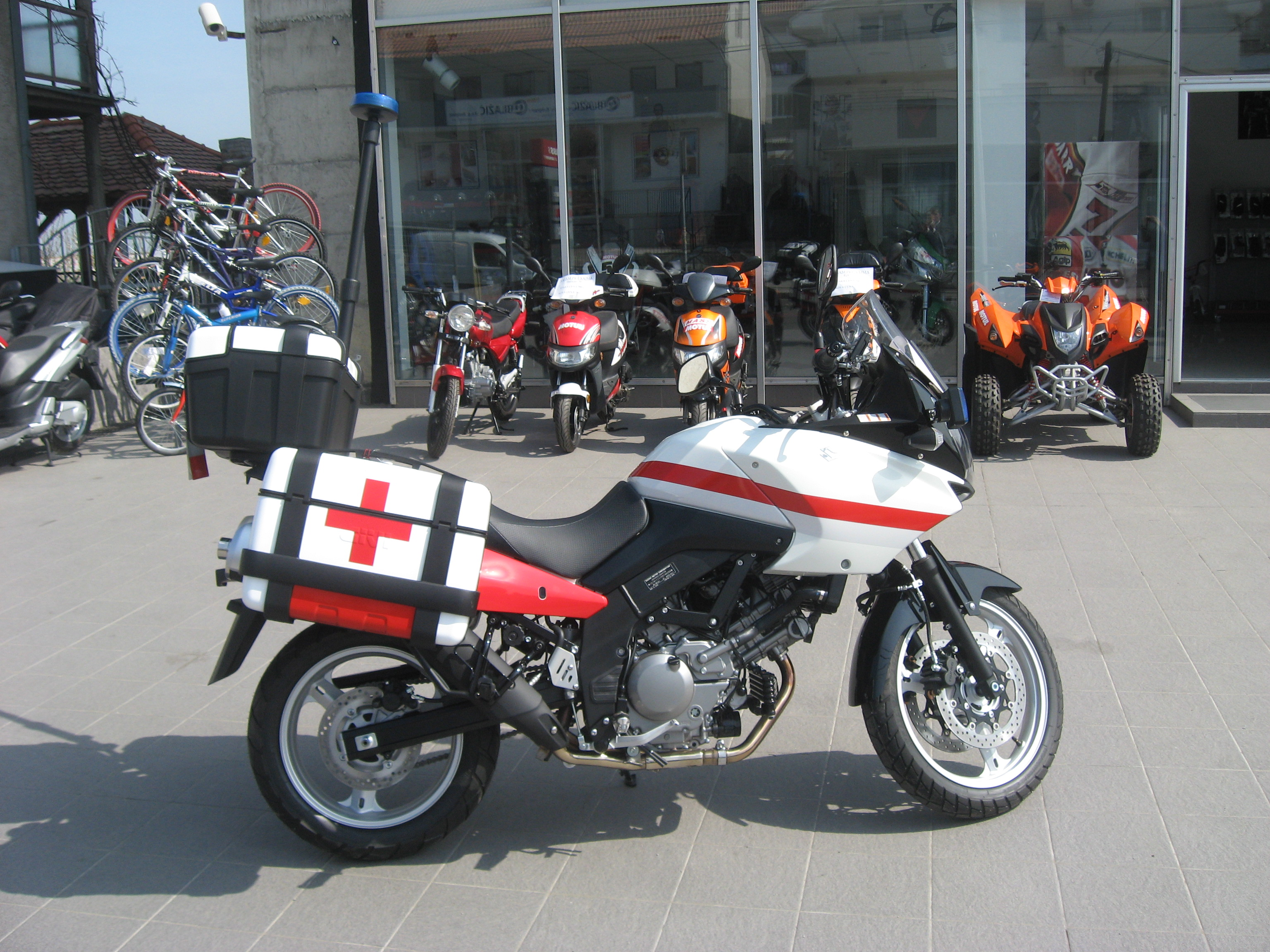
Paramedic Suzuki V-Strom 650 in Serbia
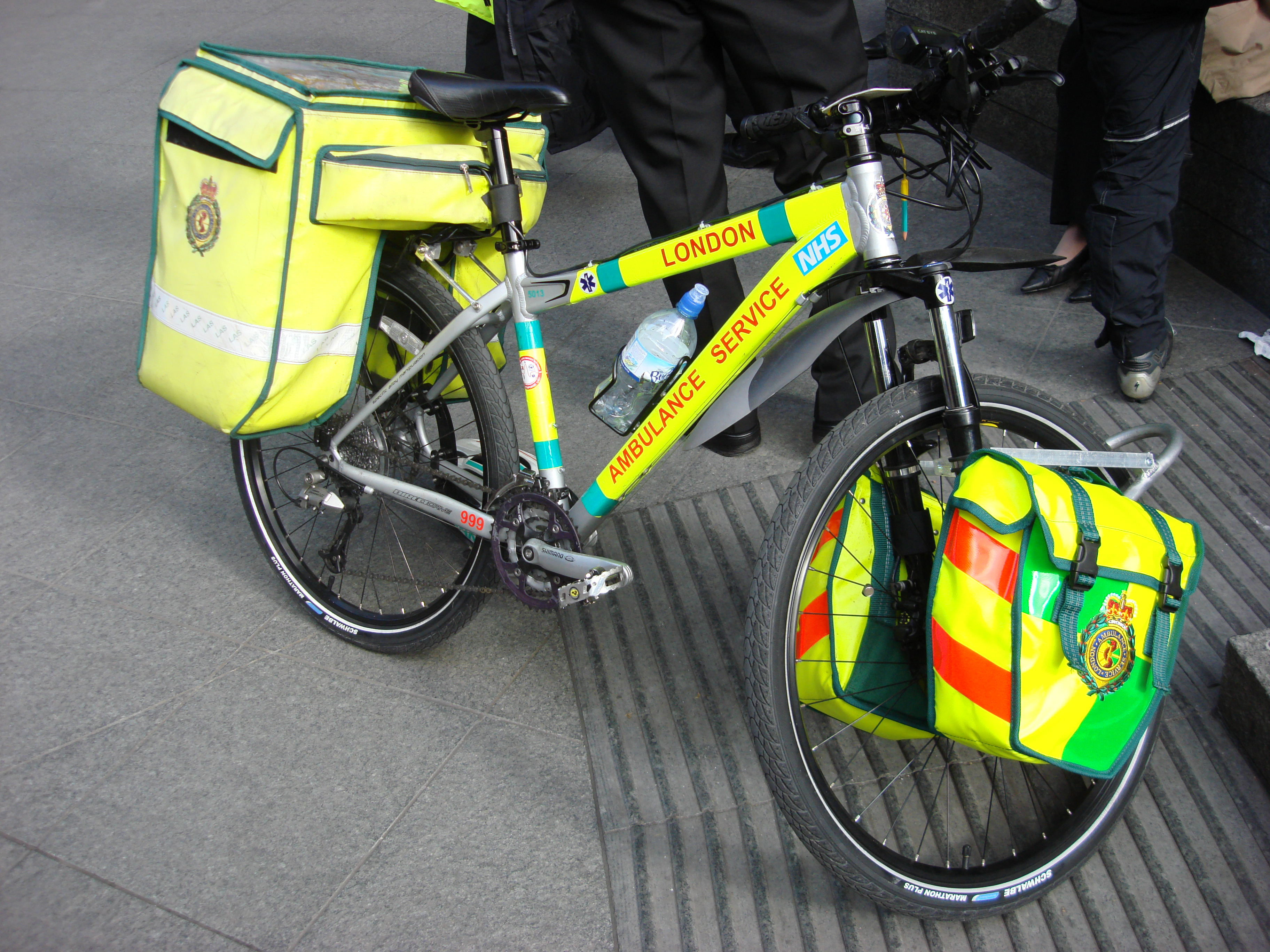
Велосипед медичної допомоги, Лондон
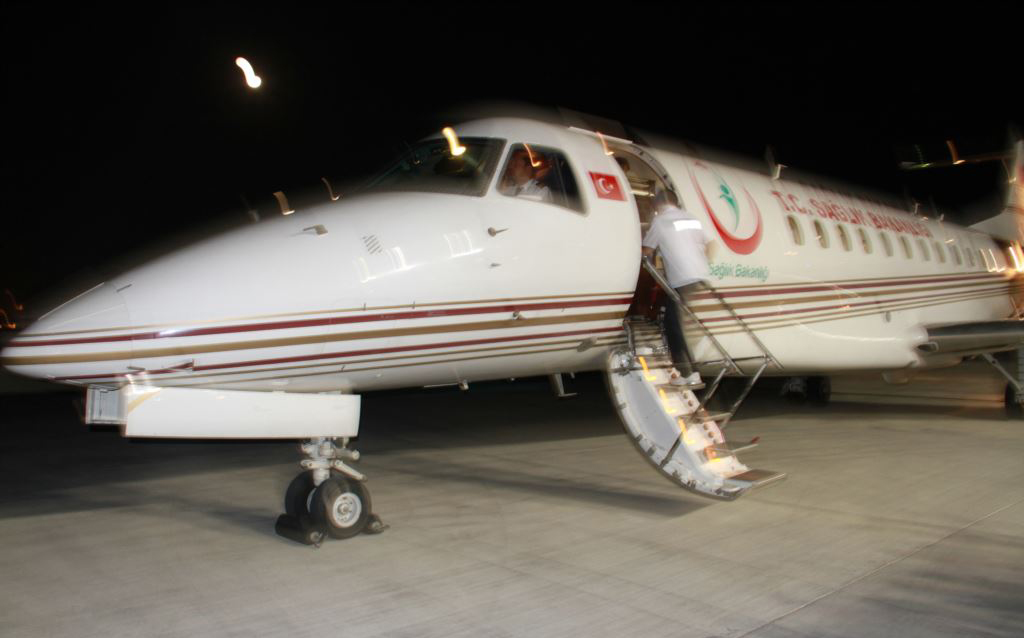
Санітарна авіація, Туреччина
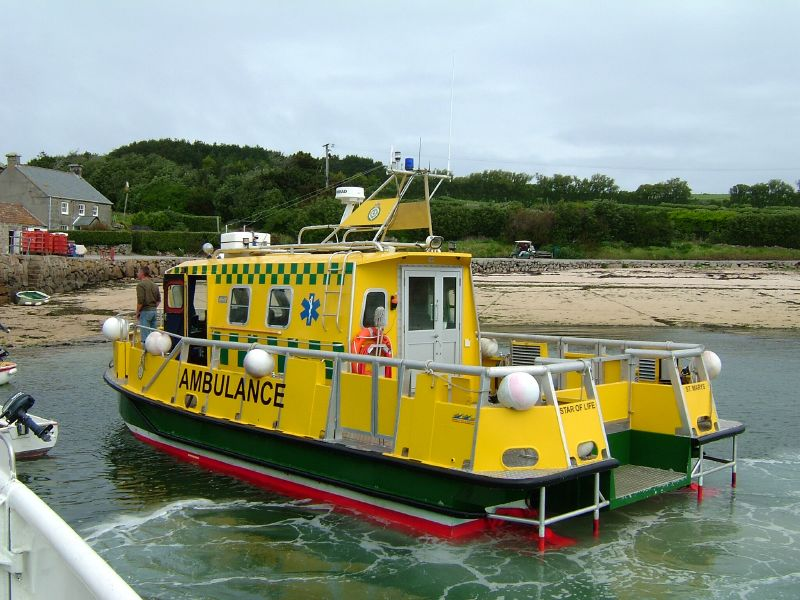
Шпитальне судно, Сіллі
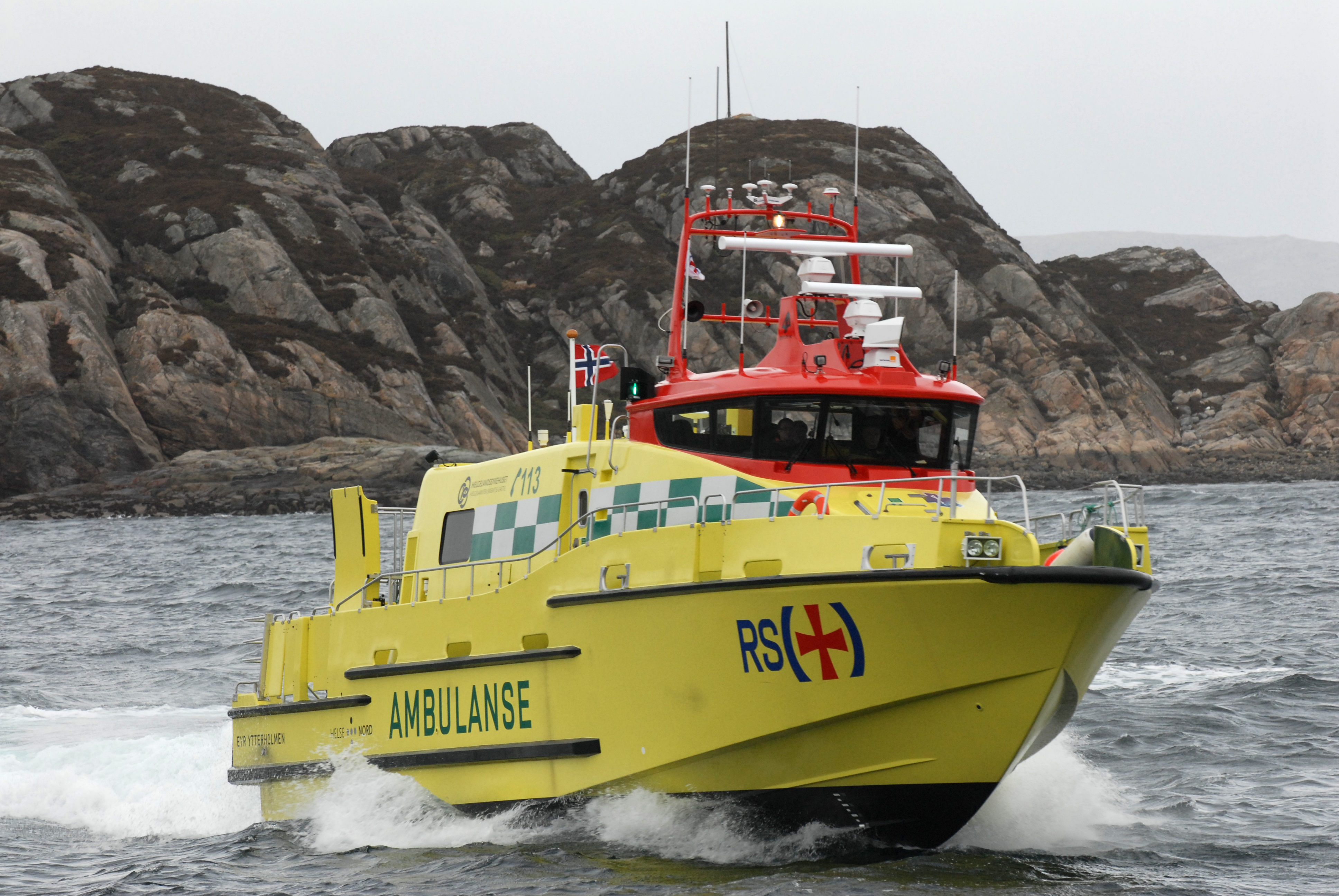
Norwegian boat ambulance operating on the coast of Helgeland.
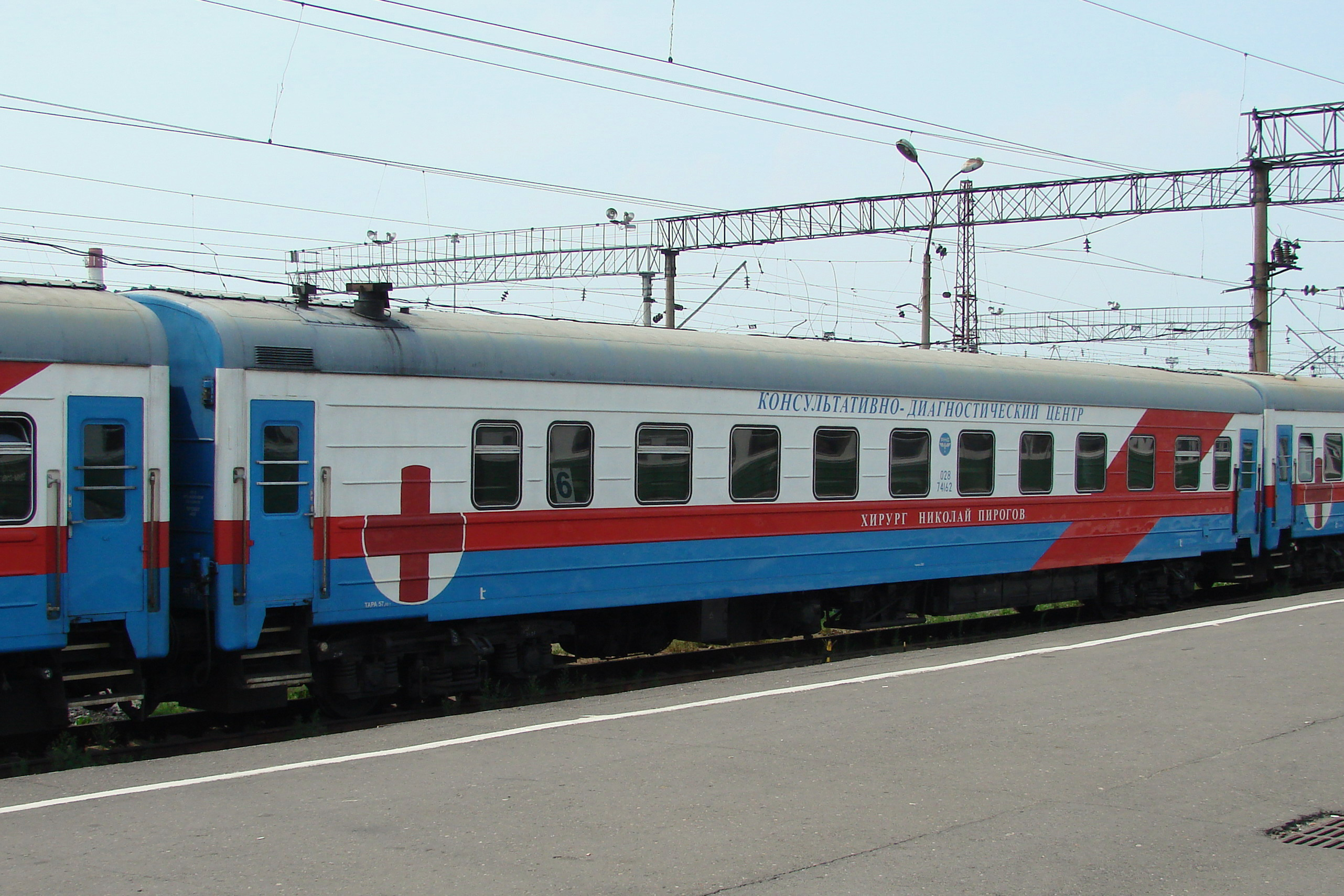
Санітарний поїзд, Росія

## Дизайн та оснащення
У СРСР автомобілі швидкої допомоги традиційно фарбувались у білий колір або світло-бежевий із червоною смугою (з 1980-х рр) і несли як розпізнавальний знак червоний хрест. В 80-х реанімобілі «РАФ», обладнані фірмою TAMRO, фарбувалися за фінськими правилами — у яскраво-жовті кольори, які більше помітні в потоці й, отже, безпечніші. Саме із цих машин почалася «мода» фарбувати «швидкі» в яскраво-лимонні кольори (що знайшло своє відбиття в ДСТУ).
В інших країнах червоний хрест використається тільки на автомобілях швидкої допомоги, що відносяться до Міжнародного Комітету Червоного Хреста, на звичайних автомобілях швидкої допомоги використаються інші символи, найчастіше — так звана «Зірка життя» або емблема медичної компанії.
Також на лобовій частині більшості сучасних автомобілів швидкої допомоги перебуває дзеркально відображений напис «Ambulance». Це зроблено для того, щоб цей напис читався у дзеркалі заднього огляду водіїв, що їдуть попереду, і щоб вони пропускали автомобіль.

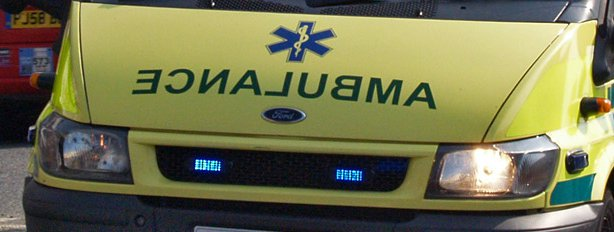
Зірка життя та дзеркально відображений напис «Ambulance» на капоті карети швидкої допомоги в Лондоні

Базовою машиною української Швидкої медичної допомоги у період з 2000-х по 2013 роки стала Газель ГАЗ-32214. Універсальне шасі використовувалося і як лінійна машина, і як спеціалізована. Раніше спеціалізована медична версія випускалася самим заводом, в останні кілька років виробництво передане на дочірнє спеціалізоване підприємство. На базі машини створене значна кількість медичних модифікацій. Переваги машини: досить великий(хоча й низький у базовій версії) салон, м'яка підвіска, вітчизняна агрегатна база, живучість підвіски, найнижча ціна на ринку. Недоліки — типові для радянської автотехніки: надзвичайно низька надійність, корозійна стійкість кузова, якість складання й запчастин.

Спеціалізовані кузови типу «Профайл» на базовому шасі ГАЗЕЛЬ. Автомобіль має власний індекс ГАЗ-3986. Проект розроблений у співтоваристві з відомою фінською фірмою Profile.
Використаються, як правило, для спеціалізованих бригад — реанімобіль, токсикологія тощо.
З істотних недоліків — збільшені габарити заважають маневруванню у дворах, особливо взимку, скорочення терміну служби підвіски через важкий кузов.
З 2013 року левову частку автопарку українських «швидких» займає Peugeot Boxer, Citroen Jumper, Ford Transit та Volkswagen Transporter. Всі вони на багато сучасніші та комфортніші за «Газелі» та «УАЗи», мають більші габарити та здатні розвивати більшу швидкість. Використовуються як державними, так і переважно приватними службами швидкої допомоги. В Україні оновлено близько 80% автомобілів ЕМД, ШМД. За інформацією директора КНП «Закарпатський територіальний центр екстреної медичної допомоги» Фоми Білинця, найстаріший автомобіль швидкої допомоги який виїжджає на виклики в Закарпатській області - 2017 року випуску. Безумовно, на дорогах України й досі можна зустріти «УАЗи» та «ГАЗелі»,які й досі працюють, але їх відсоток надзвичайно малий.

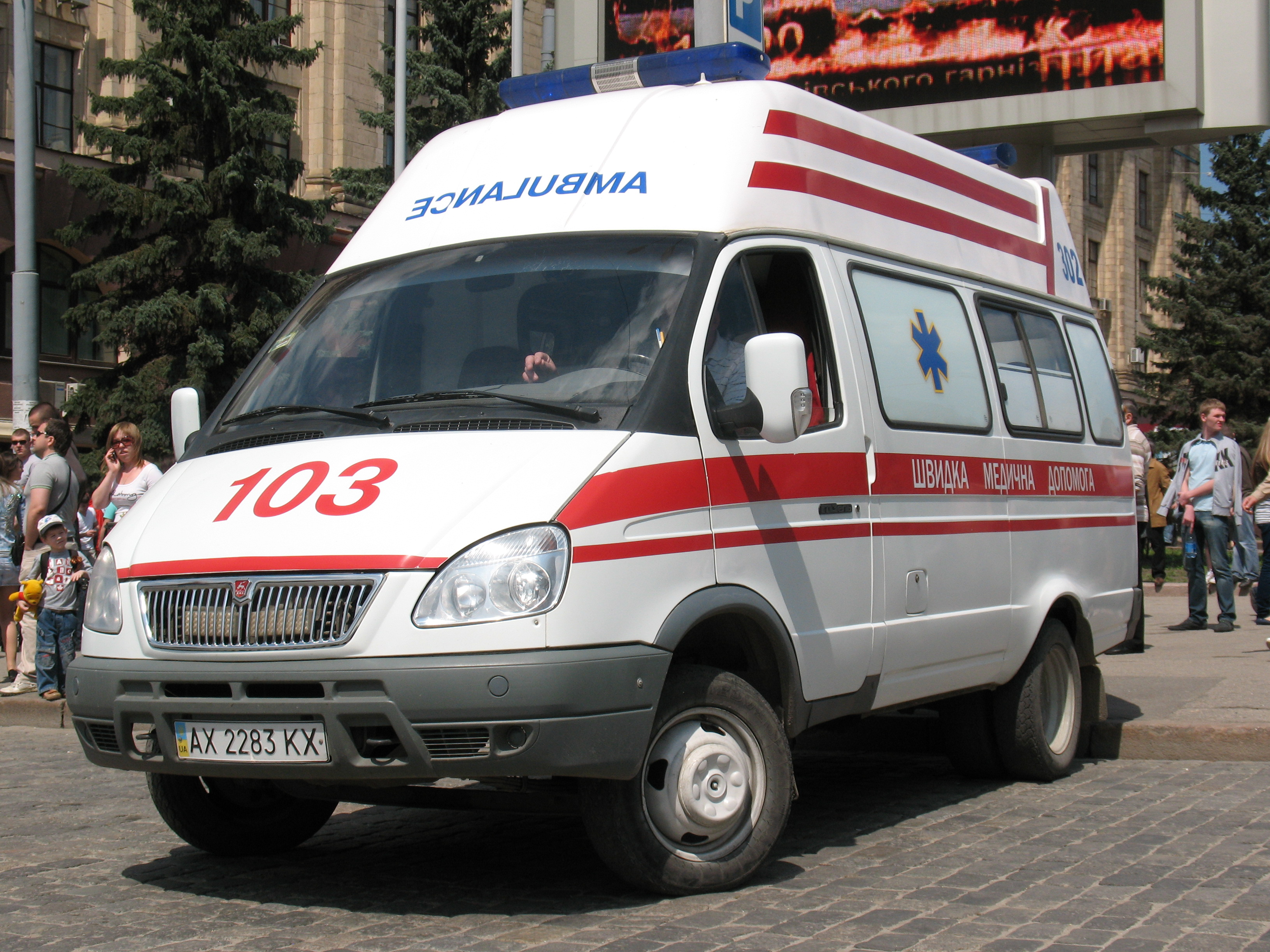
Автомобіль швидкої допомоги на базі фургону «Соболь»

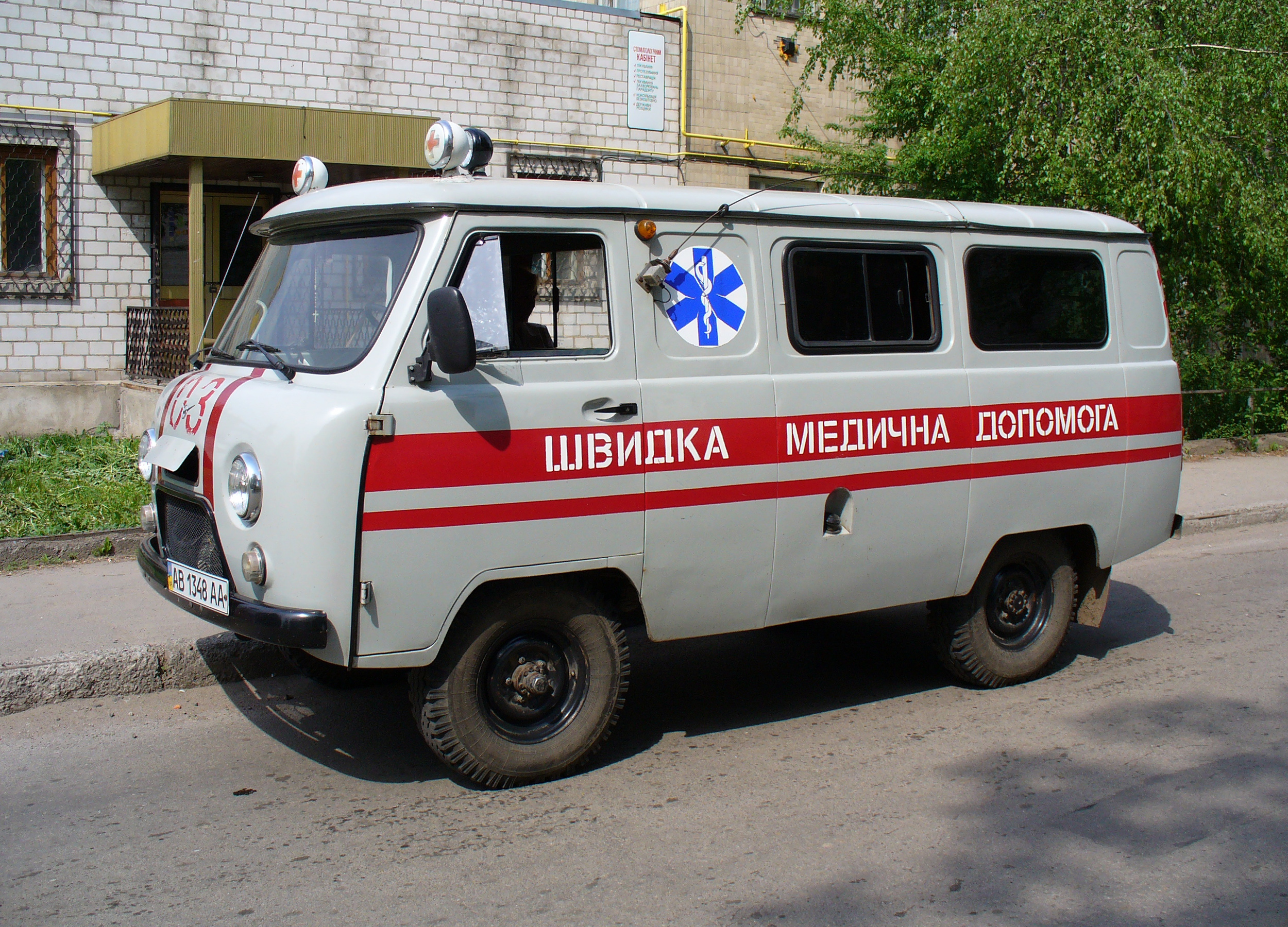
Автомобіль швидкої допомоги на базі фургону УАЗ 452

### Типи бригад швидкої допомоги

#### Лінійна
Найпоширеніша версія машини швидкої допомоги. Лінійні бригади виїжджають на найпростіші випадки (підвищений артеріальний тиск, неважкі травми, неважкі опіки, болі в животі й т.п.).
Проте, відповідно до нормативних вимог, її устаткування повинне забезпечувати, зокрема, надання реанімаційної допомоги в критичних станах: портативні електрокардіограф і дефібрилятор, апарати для проведення штучної вентиляції легенів і інгаляційного наркозу, електровідсос, кисневий балон, реанімаційний набір, набір для надання допомоги під час пологів, спеціальні шини й коміри для фіксації переломів кінцівок і шиї, кілька типів носилок (складні, матер'ян-волокуші, крісло-каталка). Крім того, в автомобілі необхідно мати широкий спектр медикаментів, що перевозиться в знаменитій шухляді-укладанні.
Лінійні бригади бувають лікарські й фельдшерські.
В Україні як машини швидкої допомоги для лінійних бригад найчастіше використовуються санітарні автомашини, виготовлені на базі автомобілів «Peugeot Boxer» та «Citroen Jumper»

#### Спеціалізована (реанімобіль)
Спеціалізовані бригади (бригади інтенсивної терапії, реанімаційні, кардіологічні, неврологічні, токсикологічні) мають автомобіль з високий дахом, устаткування повинне містити, крім зазначеного для звичайних (лінійних) машин швидкої допомоги такі прилади та пристрої як транспортний монітор, дозованого внутрішньовенного переливання ліків (інфузори й перфузори), набори для катетеризації магістральних судин, проведення люмбальної пункції й ендокардіальної (внутрішньосерцевої) стимуляції.
Деякі спеціалізовані бригади можуть також обладнуватися додатковими приладами.
Призначення бригади визначається скоріше не оснащенням реанімобіля, а кваліфікацією її співробітників і профілем захворювань, для якого його використовують.

### Оснащення автомобіля
Сучасні автомобілі швидкої медичної допомоги обладнані та/або забезпечують:
1. кріслом лікаря зі спинкою та підголівником з
2. двопозиційним автоматичним ременем безпеки;
3. амбулаторним столом без електро-гідравлічного принципу дії,
4. носилками з функцією можливого транспортування пацієнта від місця аварії до ліжка;
5. дефібриляторами — серія професійних дефібриляторів-моніторів
  - біфазний імпульс прямокутної форми з інноваційною технологією стабілізації сили струму (CCD),
  - високо контрастний ЖК-монітор,
  - 3-Х канальною ЕКГ з,
    - режимом кардіоверсії (синхронізація з ЕКГ),
    - функцією автоматичного аналізу ЕКГ,

  - дефібриляції в ручному та автоматичному режимах,
  - вмонтований пульсоксиметр,
  - трансторакальний кардіостимулятор,
  - багаторазові дорослі/дитячі електроди для дефібриляції («утюжки»),
  - вмонтований термопринтер,
  - автоматичне зберігання інформації на карті пам'яті (ЕКГ, тривалість реанімації, епізоди дефібриляції, аудіо запис);
6. апарат для підтримання життєдіяльності пацієнта для машин реанімаційної допомоги в екстремальній ситуації;
7. апарат для кисневої інгаляції, кисневі балони;
8. апарат штучні легені;
9. кріплення для 2-х інфузиційних пляшок;
10. електророзетка для підключення інкубатора для немовлят;
11. живлення обладнання від мережі змінного струму (230В), бортової електромережі автомобіля та акумулятора.

Конструкція і оснащення таких автомобілів, передбачає можливість
- лікування кардіогенного шоку,
- надання пологодопомоги,
- реанімації пацієнтів,
- проведення загального знеболювання,
- ПХО (первинної хірургічної обробки) ран,
- ушивання ран,
- репозиції та мобілізація частин кісток,
- венесекції та венепункції периферійних та магістральних вен,
- проведення внутрисерцевої кардіостимуляції,
- трахеотомії та інтубації трахеї,
- проведення внутрішньосерцевого введення.

### Оснащення в Україні
Перелік медичних приладів, якими комплектуються вітчизняні швидкі залежить від типу автомобіля швидкої допомоги та узгоджується з вимогами ДСТУ 7032:2009.
Зокрема, нові швидкі з найбільшої партії, яку закуповувала держава, виробництва НВО «Практика», укомплектовані наступними приладами:
- ноші-каталка «Kartsana»
- Завантажувальний пристрій для ношів «Kartsana»
- Крісельні ноші «Kartsana»
- Плащові ноші «Spencer»
- Дитяча та дорослі спинні дошки «Spencer»
- Шийні комірці «Spencer»
- Вакуумні шини «Spencer»
- Вакуумний матрац «Spencer»
- Жилет-евакуатор «Spencer»
- Дефібрилятор-монітор «Philips» (для типів В і С) або напівавтоматичний дефібрилятор «Metrax»
- Електрокардіограф «Innomed»
- Апарат ШВЛ «Weinmann» (тільки в типі С)
- Електроаспіратори «Hersil»
- Шприцевий насос «B.Braun»
- Пульсоксиметр «Heaco»
- Портативний інгалятор «Omron»
- Глюкометр «Omron»
- Портативний інгалятор «Omron»
- Портативний інгалятор «All Medicus»
- Набір-укладка лікаря «Hersil», що включає в тому числі ручний апарат ШВЛ і ручний аспіратор «Hersil», тонометр «Little Doctor» і термометр «Omron»

### Опізнавальні знаки
Сутність таких символів: яскравість і світловідбивання та контрастна палітра. Пасивні візуальні попередження зазвичай є частиною дизайну транспортного засобу і передбачають використання моделей з високою контрастністю. На старих автомобілях швидкої допомоги (і в країнах, що розвиваються) акцентування розмалювання на символах, тоді як сучасні машини швидкої допомоги зазвичай мають світловідбиваючий дизайн, який відбиває світло від автомобільних фар або факелів. Типове оформлення передбачає «дошку шашок» (альтернативні кольорові квадрати, які іноді називають «Баттенбург», названі за типом пирога), шеврони (наконечники стріл — вказують на перед автомобіля (чи іншого транспорту), якщо збоку, або спрямовані вертикально вгору ззаду), або смуги вздовж бічних сторін (це був перший тип світловідбивача, оскільки оригінальний світловідбиваючий матеріал винайдений 3M, вийшов лише у формі стрічки). Окрім світловідбивальних маркувань, деякі служби тепер мають транспортні засоби, пофарбовані в яскравий (іноді флуоресцентний) жовтий або оранжевий колір для максимального візуального впливу, хоча класичні білий або червоний також поширені.
Символи Швидкої допомоги дозволяють легко і швидко впізнавати такий транспорт, і при використанні додаткових сигнальних систем (звукові, світлоі) надавати перевагу у потоках для їх швидкого пересування.
Червоний хрест належить організації Міжнародний рух Червоного Хреста і Червоного Півмісяця, однак деякі країни (наприклад Росія), порушують міжнародне законодавство використовуючи цей символ на транспортних засобах ШМД (ЕМД).